# Cirrus spissatus

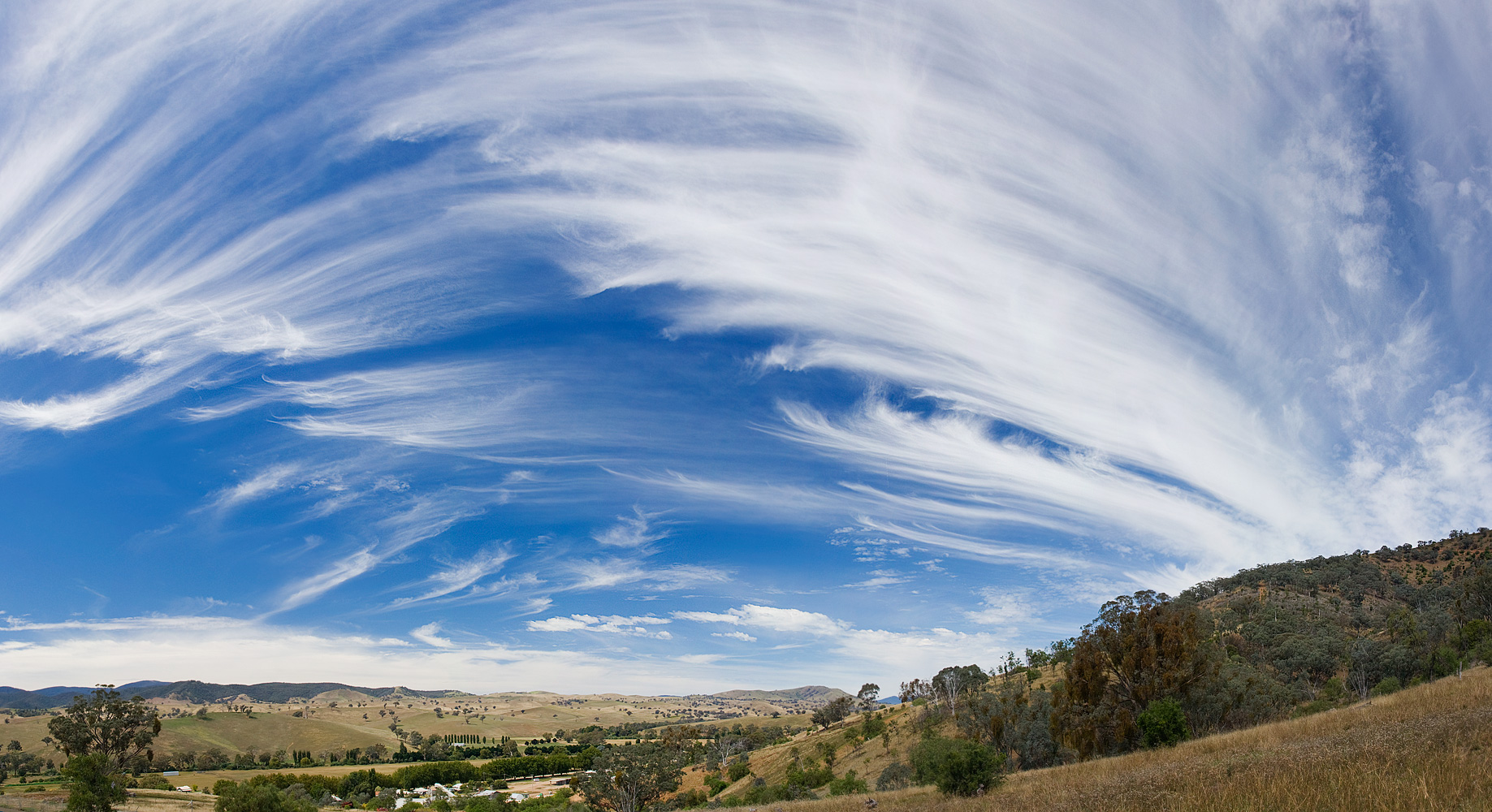
Cirrus Spissatus

A cirrus spissatus são as nuvens cirrus que ficam no mais alto de nossa atmosfera, mas às vezes, nota-se a sua presença na parte baixa da estratosfera. As características desse tipo de cirrus, são suas linhas finas ou fios de cristais de gelo, geralmente de cores brancas, mas podem ser vistas de cores acinzentadas, quando as vemos contra a luz solar. Na presença das cirrus spissatus não há ocorrências de precipitações pluviométricas até o chão. É comum ocorrerem fenômenos ópticos com estas nuvens. Embora as cirrus spissatus apareçam em várias circunstâncias, é particularmente mais comum aparecerem nas bigornas das nuvens cumulonimbus.
Algumas variações de cirrus spissatus podem ocorrer, sem ter relação com as turbulências que ocorrem com as cumulonimbus, e quando isso ocorre, é comum vermos manchas densas, nas diferentes alturas das cirrus, na qual são chamadas de cirrus duplicatus. Outra variedade são as cirrus intortus, que são às vezes descritas como um feixe emanharado de nuvens.

## Ver ambém
- Cirrus castellanus
- Cirrus uncinus
- Cirrus fibratus
- Cirrus radiatus
- Cirrus intortus
- Cirrus vertebratus
- Cirrus floccus
- Cirrus duplicatus
- Cirrus mammatus
- Cirrus kelvin-helmholtz